# Agusta A106
L'Agusta A106 era un piccolo elicottero monoposto progettato nel 1965 per le fregate della classe Bergamini, con delle capacità antisommergibili. Fu, insieme con l'A101, un tentativo da parte della Agusta di occupare un posto di rilievo tra i produttori mondiali di elicotteri, cosa che si concretizzerà poi iniziando con le produzioni su licenza (come l'SH3 della Sikorsky o l'AB212 della Bell), ed evolvendosi successivamente con macchine completamente proprie come l'A109 e l'Agusta A129 Mangusta

## Il velivolo
Era un elicottero leggero dotato di pattini, a cui potevano essere facoltativamente attaccati due grossi galleggianti, che gli fornivano delle capacità anfibie. Dotato di rotore principale bipala con bilancere e rotore anticoppia sul lato sinistro, aveva un motore scarsamente potente, una turbina Turboméca-Agusta TAA 230 da 220 kW (300 CV), che offriva prestazioni molto limitate pur col ridotto peso del mezzo. Le pale e la trave di coda erano ripiegabili per facilitarne lo stivaggio nel piccolo hangar delle fregate classe Bergamini. All'inizio non era dotato di sistemi di stabilizzazione e quindi poteva operare solo di giorno, ma in tre anni di sperimentazione venne costruito dalla Agusta un Sistema Automatico di Stabilizzazione (SAS-2) che ne migliorò le caratteristiche di volo ma non offrivano comunque la certezza di operare in condizioni ognitempo.
I costi elevati ed i lunghi tempi di sviluppo di un sistema più complesso e dotato di autopilota fecero abbandonare il programma in favore del più grande AB-204 ASW, anche se non poteva trovare posto sulle fregate classe Bergamini, e il 17 luglio 1972 cessò ogni sviluppo.

## Armamento
Il suo carico bellico consisteva in un siluro, o cariche di profondità, o mitragliatrici e razzi in pod esterni per missioni anti-unità di superficie.

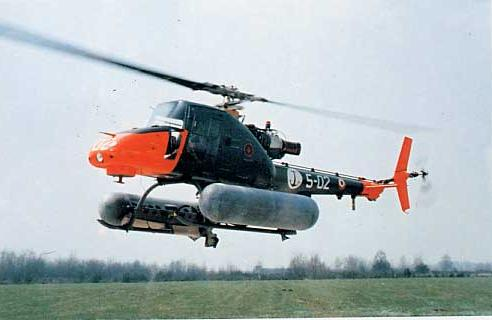
Il primo volo dell'Agusta A-106, il 10 novembre 1965

## La storia
Terminata la fase di progetto, il prototipo volò il 10 novembre 1965, ed esistono foto del 1972 che lo ritraggono con i contrassegni della Marina Militare. Il progetto venne poi cancellato perché l'Agusta acquisì la licenza di costruzione di macchine della Bell, come detto sopra, che alla data del 2007 ancora equipaggiano con compiti ASW le fregate della Marina Militare e di altre nazioni, come ad esempio la Turchia. Cionondimeno, rappresentò un passo importante nella acquisizione di una capacità di progettazione e produzione per l'azienda italiana.